# کروگاشپه
کروگاشپه (به آلمانی: Krogaspe) یک شهر در آلمان است که در رندسبورگ-اکرنفورده واقع شده‌است.
 کروگاشپه  ۴۸۵ نفر جمعیت دارد.